# Central nuclear Ninh Thuận 2
La Central nuclear Ninh Thuận 2  (en vietnamita: Nhà máy điện hạt nhân Ninh Thuận 2) fue un proyecto para una planta de energía nuclear prevista en Vĩnh Hai, distrito de Ninh Hải, en la provincia de Ninh Thuan, Vietnam. Habría constado de cuatro reactores de 1.000 MWe. El estudio de viabilidad estuvo a cargo de la compañía de energía atómica de Japón. Esta última organización también desarrollaría el proyecto. La planta habría sido construida por un consorcio de comprende 13 empresas japonesas; habría sido propiedad y habría estado operada por la empresa estatal de electricidad EVN. Se esperaba que la Unidad 1 estuviera lista en el 2021, la unidad 2 en 2022, la unidad 3 en el 2024 y la unidad 4 en 2025. El proyecto fue cancelado en noviembre de 2016.